# Boguty-Pianki (gemeente)
De gemeente Boguty-Pianki is een landgemeente in het Poolse woiwodschap Mazovië, in powiat Ostrowski (Mazovië).
De zetel van de gemeente is in Boguty-Pianki.
Op 30 juni 2004 telde de gemeente 2916 inwoners.

## Oppervlakte gegevens
In 2002 bedroeg de totale oppervlakte van gemeente Boguty-Pianki 89,13 km², waarvan:
- agrarisch gebied: 79%
- bossen: 16%

De gemeente beslaat 7,28% van de totale oppervlakte van de powiat.

## Demografie
Stand op 30 juni 2004:
| Omschrijving                   | Totaal | Totaal | Vrouwen | Vrouwen | Mannen | Mannen |
| ------------------------------ | ------ | ------ | ------- | ------- | ------ | ------ |
| eenheid                        | aantal | %      | aantal  | %       | aantal | %      |
| inwoners                       | 2916   | 100    | 1426    | 48,9    | 1490   | 51,1   |
| bevolkingsdichtheid (inw./km²) | 32,7   | 32,7   | 16      | 16      | 16,7   | 16,7   |

In 2002 bedroeg het gemiddelde inkomen per inwoner 1239,62 zł.

## Plaatsen
Białe-Chorosze, Białe-Figle, Białe-Giezki, Białe-Kwaczoły, Białe-Misztale, Białe-Papieże, Białe-Szczepanowice, Białe-Zieje, Boguty-Augustyny, Boguty-Leśne, Boguty-Milczki, Boguty-Pianki, Boguty-Rubiesze, Cietrzewki-Warzyno, Drewnowo-Dmoszki, Drewnowo-Gołyń, Drewnowo-Konarze, Drewnowo-Lipskie, Drewnowo-Ziemaki, Godlewo-Baćki, Godlewo-Łuby, Kamieńczyk-Borowy, Kamieńczyk-Pierce, Kamieńczyk-Ryciorki, Kamieńczyk Wielki, Kraszewo-Czarne, Kunin-Zamek, Kutyłowo-Bródki, Kutyłowo-Perysie, Michałowo-Wróble, Murawskie-Czachy, Murawskie-Miazgi, Szpice-Chojnowo, Trynisze-Kuniewo, Trynisze-Moszewo, Tymianki-Adamy, Tymianki-Bucie, Tymianki-Dębosze, Tymianki-Moderki, Tymianki-Okunie, Tymianki-Pachoły, Tymianki-Skóry, Tymianki-Szklarze, Zabiele-Pikuły, Zawisty-Dworaki, Zawisty-Króle, Zawisty-Kruki, Zawisty-Piotrowice, Zawisty-Wity, Złotki-Przeczki, Złotki-Pułapki, Złotki-Starowieś.

## Aangrenzende gemeenten
Ciechanowiec, Czyżew-Osada, Klukowo, Nur
- Library of Congress Control Number: n2010065562
- Virtual International Authority File: 159688958